# Peroksysom

Struktura peroksysomu

Peroksysom (łac. peroxysomum, dawniej mikrociałko, mikrociało) – organellum komórki eukariotycznej o średnicy 0,2–1,8 μm, otoczone jedną błoną, o kształcie owalnym bądź sferycznym. W komórce roślinnej peroksysomy znajdują się w bezpośrednim kontakcie z chloroplastami i mitochondriami i stykają się z powierzchniami ich błon.
U zwierząt występuje tylko jeden typ peroksysomu – zawierający katalazę (enzym markerowy peroksysomów) – uczestniczący w procesie neutralizacji szkodliwego nadtlenku wodoru:
2H2O2 → 2H2O + O2
Peroksysom zawiera także oksydazę tworzącą nadtlenek wodoru.
U ludzi nagromadzenie peroksysomów występuje w komórkach wątroby – hepatocytach (około 70 w jednej komórce). Uczestniczą one między innymi w detoksykacji etanolu oraz syntezie niektórych lipidów.
W komórce roślinnej rozróżnia się:
- peroksysomy liściowe – katalizujące rozkład nadtlenku wodoru, bierze udział w fotorespiracji,
- peroksysomy brodawek korzeniowych – uczestniczące w przyswajaniu azotu,
- glioksysomy – zawierające enzymy przemieniające tłuszcze w cukry (β-oksydacja, cykl glioksylanowy, cykl kwasu cytrynowego, glukoneogeneza).

Peroksysomy zostały odkryte przez Ch. de Duve’a w 1965.
Enzymem markerowym (markerem) peroksysomów jest katalaza.
W komórkach grzybów istnieje specyficzny rodzaj peroksysomów zwanych ciałkiem Woronina.